# Viridasius fasciatus
Viridasius fasciatus là một loài nhện trong họ Ctenidae.
Loài này thuộc chi Viridasius. Viridasius fasciatus được miêu tả năm 1886 bởi Lenz.